# バサン
バサン（軍事造船株式会社バサン国営公社、スペイン語：Empresa Nacional Bazán de Construcciones Navales Militares S.A）は、かつてスペインに存在した国営造船会社。

## 概要
バサンは1947年にスペイン政府主導により設立され、スペイン産業公社（es:Instituto Nacional de Industria de España）傘下の造船部門となる。以降、スペイン海軍向け造船事業に従事し、1988年には航空母艦「プリンシペ・デ・アストゥリアス」を就役させる画期的事業がなされた。
2000年にバサンはスペイン造船（AESA）と合併し、徐々に統合されイサルとなった。

## 造船所
- フェロル造船所
- カルタヘナ造船所
- サン・フェルナンド造船所